# 梅里迪亚努
梅里迪亚努是巴西圣保罗州的一个市镇。总面积228.158平方公里，总人口4203人，人口密度18.4人/平方公里。